# فهرست فرودگاه‌های ورمانت
این فهرست شامل فهرست فرودگاه‌های ورمانت است که براساس گروه، نوع و مکان آن‌ها مرتب شده‌اند. ورمانت یکی از ایالات آمریکا است.

## فرودگاه‌ها
این فهرست شامل اطلاعات زیر می‌باشد:
- شهر خدمت‌رسانی -  شهری که عموماً به فرودگاه نسبت داده می‌شود و به آن نام در اداره هوانوردی فدرال ثبت شده‌است. این شهر همیشه مکان واقعی فرودگاه نیست چراکه برخی از این فرودگاه‌ها در شهرک‌هایی خارج از شهر اصلی خدمت‌رسانی  خود واقع شده‌اند. این فهرست، همهٔ شهرهای سرویس داده شده را دربر نمی‌گیرد. این شهرها را می‌توان در نوشتار مربوط به هر فرودگاه یافت.
- FAA -  شناسه موقعیت فرودگاه بر پایه اطلاعات اداره هوانوردی فدرال (FAA).
- IATA - شماره اختصاص‌داده‌شده به فرودگاه توسط انجمن بین‌المللی حمل و نقل هوایی (IATA).  مواردی که این شناسه با شناسه مورد استفادهٔ اداره هوانوردی فدرال هماهنگ نیستند پررنگ شده‌اند.
- ICAO - نشان‌گر موقعیت اختصاص‌داده‌شده توسط سازمان بین‌المللی هوانوردی غیرنظامی (ایکائو).
- نام فرودگاه - نام رسمی فرودگاه. مواردی که به صورت پررنگ نشان داده شده‌اند بیانگر این هستند که فرودگاه برای شرکت‌های هواپیمایی تجاری، خدمات زمان‌بندی‌شده ارائه می‌کند.
- کاربری (Role) - یکی از موارد چهارگانه دسته‌بندی فرودگاهی اداره هوانوردی فدرال، که طبق گزارش ارائه‌شده در طرح ملی سامانه‌های فرودگاهی یک‌پارچه (NPIAS)،  بین سال‌های ۲۰۰۹-۲۰۱۳  شامل موارد زیر است:
  - P: خدمات تجاری - دست‌اول (Primary)  که شامل فرودگاه‌های دولتی‌ای است که خدمات مسافربری منظم ارائه می‌کنند و سالانه به بیش از ۱۰ هزار مسافر خدمات می‌دهند.

فرودگاه‌های دست‌اول توسط اداره هوانوردی فدرال به مراکز اصلی زیر طبقه‌بندی شده‌اند:
- -     - L: مرکز بزرگ که ۱% از کل مسافرت‌های هوایی ایالات متحده آمریکا (در طی یک سال) را دربرمی‌گیرد.
    - M: مرکز متوسط که برای ۰٫۲۵% از کل مسافرت‌های هوایی ایالات متحده آمریکا (در طی یک سال) در نظر گرفته شده‌است.
    - S: مرکز کوچک که برای ۰٫۰۵%  تا ۰٫۲۵% از کل مسافرت‌های هوایی ایالات متحده آمریکا (در طی یک سال) در نظر گرفته شده‌است.
    - N: مرکز نیست که برای  کمتر از ۰٫۰۵% از کل مسافرت‌های هوایی ایالات متحده آمریکا (در طی یک سال) در نظر گرفته شده‌است.

  - CS: خدمات تجاری - غیر دست‌اول که شامل فرودگاه‌های دولتی‌ای است که سالیانه حداقل به ۲۵۰۰ مسافر خدمات می‌دهند.
  - R: فرودگاه‌های کمکی که توسط اداره هوانوردی فدرال برای کاهش فشار بر فرودگاه‌های بزرگ و نیز افزایش دسترسی جامعه به خدمات هوایی ایجاد شده‌اند.
  - GA: فرودگاه‌های اختصاص یافته به هوانوردی عمومی، که بیشترین تعداد از فرودگاه‌های آمریکا را دربر می‌گیرند.
- Enpl - تعداد مسافرت‌های انجام شده در فرودگاه در طی سال ۲۰۰۸ (بر اساس آمار اداره هوانوردی فدرال)
- Airspace - دستهٔ (کلاس) حریم هوایی درنظرگرفته‌شده برای آن فرودگاه.(مقادیر داده‌شده در پرانتز بیانگر این هستند که فرودگاه در حریم هوایی یک فرودگاه دیگر واقع شده‌است و نیز آن حریم هوایی را نشان می‌دهند) به‌طور کلی، فرودگاه‌های دستهٔ B  شلوغ‌ترین فرودگاه‌ها هستند و بعد از آن‌ها به ترتیب دسته‌های C، D، E و G  قرار دارند.

| شهر                      | شناسه موقعیت | یاتا | ایکائو | نام فرودگاه                                                 | کاربری | مسافر در سال |
| ------------------------ | ------------ | ---- | ------ | ----------------------------------------------------------- | ------ | ------------ |
|                          |              |      |        | Commercial service – primary airports                       |        |              |
| برلینگتون                | BTV          | BTV  | KBTV   | فرودگاه بین‌المللی برلینگتون                                 | P-S    | ۷۴۷٬۵۵۹      |
|                          |              |      |        | Commercial service – nonprimary airports                    |        |              |
| Rutland                  | RUT          | RUT  | KRUT   | فرودگاه منطقه‌ای روتلند ساوترن ورمانت (was Rutland State)    | CS     | ۵٬۰۳۸        |
|                          |              |      |        | General aviation airports                                   |        |              |
| Barre / مونپلیه (ورمانت) | MPV          | MPV  | KMPV   | فرودگاه ایالتی ادوارد اف کناپ                               | GA     | ۲۸           |
| Bennington               | DDH          |      | KDDH   | فرودگاه‌ایالت ویلیام اچ مورس                                 | GA     | ۸            |
| Highgate                 | FSO          |      | KFSO   | فرودگاه شهرستان فرانکلین (خارجه)                            | GA     | ۲۱۶          |
| Lyndonville              | CDA          | LLX  | KCDA   | فرودگاه منطقه کلیدونیا (was Caledonia County State)         | GA     |              |
| Middlebury               | 6B0          |      |        | فرودگاه ایالتی میددلبوری                                    | GA     |              |
| Morrisville              | MVL          | MVL  | KMVL   | فرودگاه ایالتی موریسویل-ستوو                                | GA     | ۵۳           |
| Newport                  | EFK          | EFK  | KEFK   | فرودگاه ایالتی نیوپورت، ورمانت                              | GA     | ۵۶           |
| Post Mills               | 2B9          |      |        | فرودگاه پست میلس                                            | GA     |              |
| Springfield              | VSF          | VSF  | KVSF   | فرودگاه ایالتی هارتنس                                       | GA     | ۸            |
| Warren                   | 0B7          |      |        | فرودگاه وارن-شوگربش                                         | GA     |              |
|                          |              |      |        | Other public-use airports (not listed in NPIAS)             |        |              |
| Island Pond              | 5B1          |      |        | John H. Boylan State Airport                                |        |              |
| Shelburne                | VT8          |      |        | Shelburne Airport                                           |        |              |
| Vergennes                | B06          |      |        | Basin Harbor Airport                                        |        |              |
| West Dover               | 4V8          |      |        | Mount Snow Airport                                          |        |              |
|                          |              |      |        | Notable former airports                                     |        |              |
| برلینگتون                |              |      |        | Fort Ethan Allen Army Airfield                              |        |              |
| Fair Haven               | 1B3          |      |        | فرودگاه شهری فیرهیون (closed 2009?)                         | GA     |              |
| North Windham            | 3N3          |      |        | Robin's Nest Airport (North Windham Airport) (closed 2001?) |        |              |
| Windsor                  |              |      |        | Miller Airport (closed 1984-1988)                           |        |              |

پانویس:
1. ↑  Rutland Southern Vermont Regional Airport is categorized as a general aviation airport in the 2009–2013 NPIAS, but is a commercial service – nonprimary airport based on enplanements in 2008.